# Vokalbrytning
Vokalbrytning är inom historisk lingvistik en diftongering av en kort vokal i vissa sammanhang. Diftongering av vokaler är ett vanligt fenomen i många typer av ljudförändringar, men termen brytning används i första hand inom studiet av germanska språk.

## Nordiska språk
I fornnordiskan skedde brytning av äldre urnordiska *e > *ea > *ia om följande stavelse innehöll ett /a/, och *e > *eo > *io > iɔ̄ om följande stavelse innehöll ett /u/, på grund av u-omljud, en vokal som senare gick förlorad i fornnordiskan på grund av synkope.
- urnord. *hertan > fn. *hiarta > sv. hjärta, jf. obrutna tyska Herz
- urnord. *helpan > fn. *hialpa > sv. hjälpa, jf. obrutna tyska helfen
- urnord. *ferðuʀ > fn. fiǫrðr > sv. fjord (fjärd har stamvokalen från fornsvenska genitivformen fiærdhar[2])
- urnord. *skelduʀ > fn. skiǫldr > sv. skjöld (nuvarande stavning sköld), jf. obrutna tyska Schild

I vissa fall slog inte brytningen igenom över hela språkområdet, så att *eka utvecklades till *ek i västnordiska språk och *iak i östnordiska språk, jämför svenska jag med nynorska eg.

## Fornengelska
Fornengelskan genomgick brytning av *i > *io; *e > *eo och *a > *ea, före /l/ eller /r/ och en efterföljande konsonant, eller före /h/.
- *kald- > feng. ceald > eng. cold ’köld’
- *erþe- > feng. eorþe > eng. earth ’jord’
- *nǣh > feng. nēah > eng. near ’nära’
- *sæh > feng. seah > eng. saw ’såg’